# الین یوهانسون (بازیکن فوتبال)
الین یوهانسون (انگلیسی: Elin Johansson؛ زادهٔ ۲۸ آوریل ۱۹۹۲) بازیکن فوتبال اهل سوئد است.